# Приз Известий 1976
Приз Известий 1976 — міжнародний хокейний турнір у СРСР, проходив 16—21 грудня 1976 року в Москві. У турнірі брали участь національні збірні: СРСР, Чехословаччини, Фінляндії та Швеції, також повернулась збірна Канади яку презентував клуб ВХА «Вінніпег Джетс».

## Результати та таблиця
| 1. | СРСР             | *** | 4:2 | 3:2 | 6:4 | 9:3 | 4 | 4 | 0 | 0 | 22:11 | 8 |
| 2. | Швеція           | 2:4 | *** | 2:1 | 4:4 | 9:0 | 4 | 2 | 1 | 1 | 17:9  | 5 |
| 3. | Чехословаччина   | 2:3 | 1:2 | *** | 3:2 | 6:1 | 4 | 2 | 0 | 2 | 12:8  | 4 |
| 4. | «Вінніпег Джетс» | 4:6 | 4:4 | 2:3 | *** | 2:1 | 4 | 1 | 1 | 2 | 12:14 | 3 |
| 5. | Фінляндія        | 3:9 | 0:9 | 1:6 | 1:2 | *** | 4 | 0 | 0 | 4 | 5:26  | 0 |

М — підсумкове місце, І - матчі, В — перемоги, Н — нічиї, П — поразки, Ш — закинуті та пропущені шайби, О — очки

## Найкращі гравці турніру
| Найкращий воротар  | Джо Дейлі      |
| Найкращий захисник | Олдржих Махач  |
| Найкращий нападник | Віктор Жлуктов |

## Найкращий бомбардир
- Віктор Жлуктов 6 (4+2)